# Gezicht op Haarlem uit het noordwesten, met de blekerijen op de voorgrond
Gezicht op Haarlem uit het noordwesten, met de blekerijen op de voorgrond (ca. 1670) is een olieverfschilderij van de Nederlandse landschapsschilder Jacob van Ruisdael. Het is een voorbeeld van een schilderij uit de Nederlandse Gouden Eeuw en is nu in de collectie van het Rijksmuseum te vinden.
Het afgebeelde landschap toont veel gelijkenissen met andere panoramaschilderijen die Ruisdael maakte van Haarlem in deze periode (ook wel Haerlempjes genoemd). Deze hebben later als inspiratie gediend voor andere landschapsschilders.
Het schilderij toont de skyline van Haarlem achter een vlak Nederlands landschap, onder een typerende wolkenlucht die twee derden van het beeld inneemt. Het dak en de toren van de Sint-Bavokerk zijn goed zichtbaar aan de horizon. Op de voorgrond ligt linnen te bleken in de zon, een verwijzing naar de linnennijverheid van de stad die gebruik maakte van het zuivere water van de duinen.